# Action collective en droit français
L'action collective est une procédure de droit français permettant à un groupe de personnes dans une situation similaire de saisir une juridiction par le biais d'une association ou d'un syndicat. Elle est possible en droit de la consommation depuis le 1er octobre 2014, et en droit administratif depuis la loi du 18 novembre 2016. Elle est à distinguer de l'action en représentation conjointe, existante depuis 1992, qui regroupe des plaintes individuelles ayant le même objet mais nécessite un mandat de chacun des plaignants. 

## Droit de la consommation

### Historique politique
En avril 2005, une réforme a été envisagée et un groupe de travail a été mis en place pour étudier et transmettre des propositions au gouvernement. Celui-ci a rendu son rapport en décembre 2005.
En 2006, la commission spécialisée de terminologie et de néologie en matière juridique du ministère de la justice a proposé de traduire class action par « action de groupe » et de la définir comme la « Voie ouverte dans certains pays par la procédure civile, permettant à un ou plusieurs requérants d'exercer une action en justice pour le compte d'une catégorie de personnes sans en avoir nécessairement reçu le mandat au préalable ».
Deux propositions de loi sur l'action de groupe ont été déposées en avril 2006 et un projet de loi à l'automne 2006 a in extremis été retiré de l'ordre du jour du Parlement, et n'a donc pas abouti, conduisant à une protestation de (entre autres) Cap21 et un appel par diverses associations de consommateurs. 
Le 6 septembre 2007, le président de la République Nicolas Sarkozy a annoncé que Rachida Dati, ministre de la justice, a constitué un groupe de travail sur le droit des affaires, ce qui pourrait entraîner des réformes et faire rentrer les class actions dans le droit français. [réf. souhaitée] En 2007, l'intérêt politique semble s'être tari. Pourtant, le rapport du groupe de travail est remis mercredi le 20 février 2008 à Rachida Dati.
Entre-temps, le recours collectif a été supprimé du projet de loi de modernisation de l'économie adoptée par le parlement le 23 juillet 2008. Le secrétaire d'État à la consommation et porte-parole du gouvernement, Luc Chatel, s'était engagé à présenter aux députés un nouveau projet de loi sur les actions de groupe avant la fin de l'année 2008, sans en préciser la date. Ce dernier[Qui ?] était à l'origine du dépôt le 26 avril 2006, de la proposition de loi no 3055 à l'Assemblée nationale.
En 2009, dans le cadre des discussions sur la dépénalisation du droit des affaires, un texte est déposé au Parlement au premier semestre. La Commission européenne (CE) travaille en même temps sur le projet. Le Bureau européen des unions de consommateurs critique la lenteur du processus des consultations. Finalement, la CE propose de l'imposer à tous ses États membres, sur le principe de rembourser le consommateur jusqu'à concurrence du montant lésé, et non d'infliger une amende supplémentaire à l'entité industrielle.
Après l'élection présidentielle de 2012, Christiane Taubira, annonce dans une entrevue parue dans le Parisien l'intention du gouvernement d'autoriser les recours collectifs en France, en 2013,.

### L'action de groupe introduite en droit français en 2014
L’action de groupe est instaurée par la loi du 17 mars 2014 relative à la consommation et inscrite dans le Code de la consommation.
L’action de groupe comprend cinq principales phases :
1. un manquement à des obligations professionnelles, au détriment de consommateurs,
2. l'introduction de l'action (saisie), par une association de consommateurs, agréée,
3. le jugement, portant sur la responsabilité, l'indemnisation et la définition du groupe,
4. la publicité du jugement et l'extension du groupe défini aux consommateurs souhaitant rallier l'action
5. la répartition de l'indemnisation financière.

Nouvel instrument du droit français, aux effets conséquents, le dispositif nécessite encore de nombreuses précisions, notamment d'ordre procédural mais également quant aux méthodes de calcul des indemnités, qui ne sont que rarement définies légalement. Selon le ministre délégué à la consommation (mars 2014), le dispositif ne profiterait pas exagérément à de grands cabinets d'avocats, comme cela arrive avec les « class actions » aux États-Unis, car il serait réservé à des associations de consommateurs agréées. Pour d'autres, le rôle central accordé aux associations de consommateurs, avec la restriction de l'agrément, pourrait leur faire courir des risques financiers, compte tenu des sommes possiblement en jeu .
Son champ d'application (les dommages matériels des litiges de consommation) pourrait être ultérieurement étendu aux domaines de la santé et de l'environnement.
Le 18 mars 2014 [Passage contradictoire] [réf. souhaitée], le jour d'entrée en vigueur de la loi sur les actions de groupe, l'association UFC-Que Choisir lance la première action de groupe en France contre le groupe immobilier Foncia. L'association, représentant 318 000 locataires, reproche à Foncia d'avoir indûment prélevé un total de 44 millions d'euros à ses locataires sur une période de 5 ans, le groupe immobilier ayant facturé 2,30 euros par mois pour l'envoi des échéances de paiement, une pratique illégale selon la loi du 6 juillet 1989 sur les rapports locatifs. 
En 2018, le nombre de procédures reste inférieur à dix,

### L'extension de l'action de groupe par la loi du 18 novembre 2016
La Loi « Justice du XXIe siècle » a le 18 novembre 2016 largement étendu le champ de l'action de groupe,
Quatre nouveaux domaines : 
- Discriminations (Code du travail et directive européenne)
- Protection des données personnelles
- Environnement
- Santé publique (Dommages liés notamment aux médicaments)

Les victimes doivent être dans une situation similaire, le dommage causé par une même personne avec une cause commune.
Seule une association agréée depuis plus de 5 ans et dont la défense d’intérêt entre dans l’objet social peut engager l’action, si elle a préalablement, et 4 mois auparavant, mis vainement en demeure celui contre qui elle envisage l’action, de cesser le manquement à ses obligations (légales ou contractuelles) ou de réparer le préjudice. 
Lorsque l’appel et le pourvoi en Cassation ne sont plus possibles, le juge qui reconnaît la responsabilité du défendeur ordonne, à la charge de ce dernier, les mesures de publicité adaptées pour informer de cette décision les personnes susceptibles d'avoir subi un dommage causé par le fait générateur constaté.

## En matière pénale
Le Code de procédure pénale, dans ses articles 2-1 à 2-21, autorise sous certaines conditions la constitution de partie civile sous la forme d'un recours collectif. L'action doit être engagée par une association à but non lucratif régulièrement déclarée (Loi de 1901) ayant au minimum 5 ans d'existence () et dont les statuts prévoient la lutte de certaines infractions et la défense des victimes associées. Enfin, seules les infractions exhaustivement énumérées par le Code de procédure pénale peuvent faire l'objet d'un recours collectif par le biais d'une association remplissant toutes les conditions particulières d'éligibilité. Au fil des années, le législateur a progressivement élargi la liste de ces infractions pouvant donner lieu à un recours collectif.

## En matière administrative
Les recours collectifs au sens strict n'existaient pas en droit administratif jusqu'en 2016. Dans l'optique de diminuer les contentieux sériels, le Conseil d'État a mandaté en 2009 un groupe de travail pour réfléchir à cette question .
La loi du 18 novembre 2016 met en place deux procédures administratives d'actions collectives : l'action de groupe et l'action en reconnaissance de droit ,. Elles sont le fruit, notamment, des propositions formulées dans le rapport Belaval.